# Marcel·lí Perelló i Valls

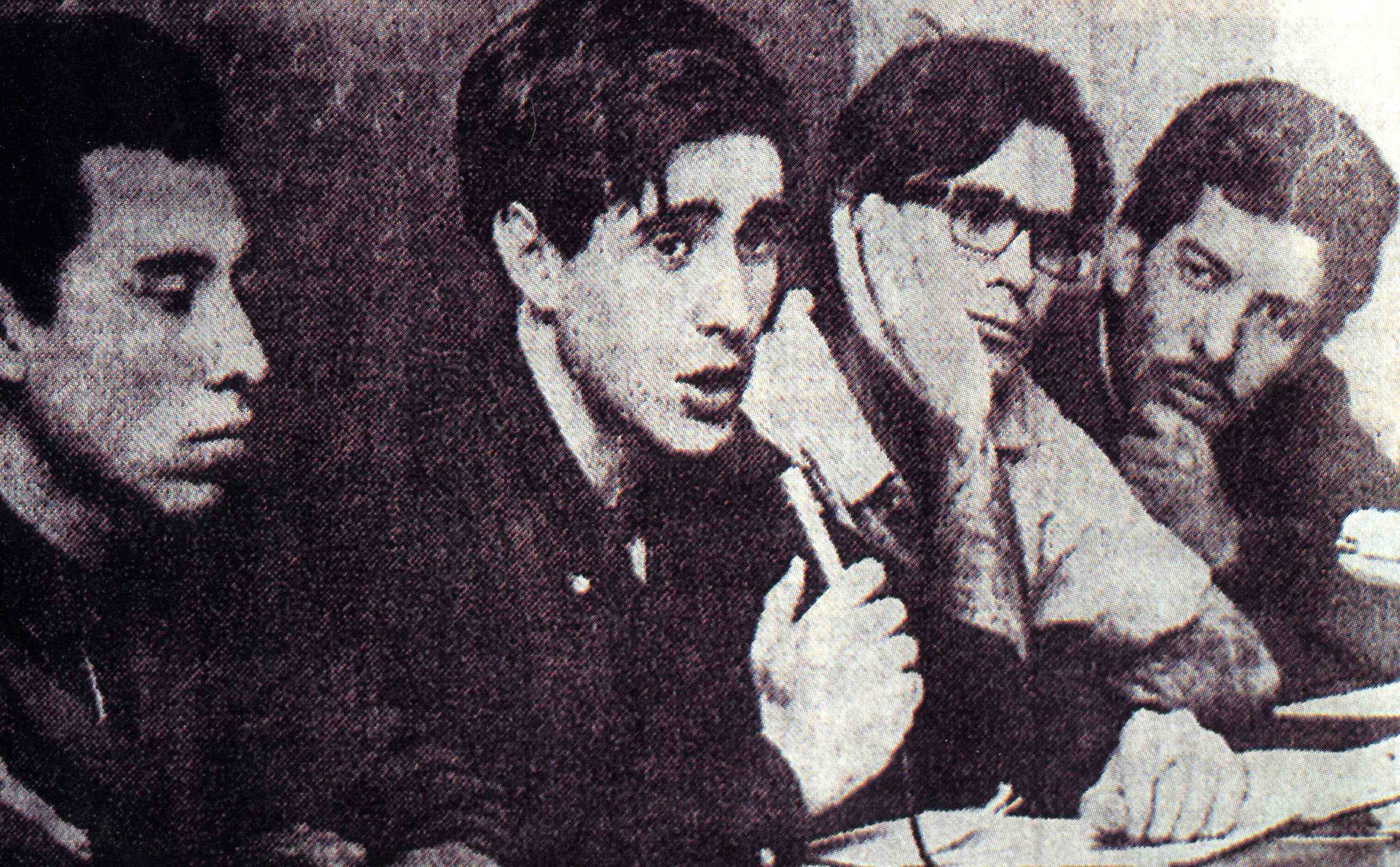
Marcel·lí Perelló (al micròfon) amb César Tirado, Roberto Escudero i José Nasar, a la conferència de premsa del CNH, el 6 d'octubre de 1968, primera després de la matança de Tlatelolco

Marcel·lí Perelló i Valls (Ciutat de Mèxic, 1944 - Ciutat de Mèxic, 5 d'agost de 2017) fou un activista polític, periodista i professor universitari
mexicà d'ascendència catalana. Com a estudiant de física a la Facultat de Ciències de la Universitat Nacional Autònoma de Mèxic (UNAM), fou un dels dirigents del gran moviment estudiantil de l'any 1968, la repressió del qual ocasionà, entre altres coses, la matança d'estudiants del 2 d'octubre, a la Plaça de les Tres Cultures, a Tlatelolco.
Era fill dels refugiats catalans, Marcel·lí Perelló i Domingo i Edelmira Valls i Puig, i germà de Carles, Edelmira i Mercè Perelló i Valls. La seva família s'havia exiliat des de 1942 a Mèxic, juntament amb milers d'emigrants de la Guerra Civil, en el marc del suport del govern del General Lázaro Cárdenas a la República.
L'abril de 2017 es va veure embolicat en polèmica quan al seu programa de ràdio va fer una sèrie de comentaris misògins en contra de víctimes de violació. En el seu programa, Perelló va declarar que penetrar una dona amb objectes contra la seva voluntat no era violació i que algunes dones gaudien de ser violades. El 7 d'abril del 2017 Ràdio UNAM decideix cancel·lar el seu programa Sentido Contrario pels mateixos comentaris realitzats.
Marcel·lí Perelló dirigia i conduïa Sentido Contrario, un programa de ràdio que es transmetia setmanalment per Radio UNAM, des de la Ciutat de Mèxic, pels 860 kHz. d'amplitud modulada. Fou fundat fa catorze anys pel mateix Perelló junt amb el productor Javier Platas Jaramillo. En ell s'hi tracten els més diversos temes, tant històrics com d'actualitat, amb un estil desinbolt i polèmic, amb una bona dosi d'humor. S'hi inclouen cançons (sovint catalanes) i fragments musicals dels més diferents gèneres. Els oients hi poden participar via telefònica o per correu electrònic i postal. Amb regularitat hi assisteixen personalitats convidades de diferents camps, amb les quals es mantenen tertúlies animades. Es podia escoltar, a través de les ones herzianes o bé via internet, tots els dimarts a dos quarts de dotze de la nit (hora de la Ciutat de Mèxic).